# Triquetrella arapilensis
Triquetrella arapilensis là một loài rêu trong họ Pottiaceae. Loài này được Luisier mô tả khoa học đầu tiên năm 1913.